# 彼得·容塔
彼得·容塔（1979年1月9日—），斯洛文尼亚男子跳台滑雪运动员。他曾代表斯洛文尼亚参加1998年和2002年冬季奥林匹克运动会跳台滑雪比赛，其中2002年冬季奥运会获得一枚铜牌。